# Terry Gerin
Terrance "Terry" Gerin (Detroit (Michigan), 7 oktober 1975), beter bekend als Rhino of Ryhno. is een Amerikaans professioneel worstelaar die sinds 2019 actief is in Impact Wrestling. Door zijn carrière heen heeft Rhino een groot deel gewerkt voor bekende promoties waaronder de World Wrestling Entertainment, Total Nonstop Action Wrestling (TNA, nu bekend als Impact Wrestling), Ring of Honor Wrestling Entertainment (ROH) en Extreme Championship Wrestling (ECW).

## Andere media
Rhyno maakte zijn filmdebuut in de horrorfilm Death from Above uit 2011, samen met worstelaar Kurt Angle

## In het worstelen
- Finishers
  - Gore
  - Rhino Spike
  - Death Valley driver

- Signature moves
  - Fireman's carry cutter
  - Pumphandle slam
  - Release powerbomb
  - Scoop powerslam
  - Sharpshooter
  - Side belly to belly suplex
  - Spinebuster

- Managers
  - Steve Corino
  - Cyrus
  - Stephanie McMahon–Helmsley
  - Jack Victory
  - Bob Chabot

- Bijnamen
  - "The War Machine"
  - "The Gore Machine"
  - "Dr. Kill"
  - "The Man Beast"
  - "The Big F'n Deal"

## Prestaties
- Border City Wrestling
  - BCW Can-Am Television Championship (1 keer)
- Canadian Wrestling's Elite
  - CWE Tag Team Championship (1 keer) – met AJ Sanchez
- Catch Wrestling Association
  - CWA World Tag Team Championship (2 keer) – 1x met Joe Legend, 1x met Jean-Pierre Lafitte
- DDT Pro-Wrestling
  - Ironman Heavymetalweight Championship (1 keer)
- European Wrestling Promotion
  - EWP World Heavyweight Championship (1 keer)
- Extreme Championship Wrestling
  - ECW World Heavyweight Championship (1 time)
  - ECW World Television Championship (2 keer)
- Insane Wrestling Revolution
  - IWR World Tag Team Championship (1 keer) – met Heath
- International Wrestling Cartel
  - IWC World Heavyweight Championship (1 keer)
- Jersey All Pro Wrestling
  - JAPW Heavyweight Championship (1 keer)
- Lancaster Championship Wrestling
  - LCW Heavyweight Championship (1 keer)
- NWA Mid-South
  - NWA Mid-South Unified Heavyweight Championship (1 keer)
- Ohio Valley Wrestling
  - OVW Television Championship (1 keer)
- Prime Time Wrestling
  - PTW Heavyweight Championship (1 keer)
- Pro Wrestling Illustrated
  - Gerangschikt op #10 of de top 500 singles worstelaars in de PWI 500 in 2001
- Pro Wrestling Worldwide
  - PW3 Heavyweight Championship (1 keer)
- Pure Wrestling Association
  - Carrot Cup (2015) – met Tommy Dreamer
- Rockstar Pro
  - Rockstar Pro Championship (1 time)
- Squared Circle Expo
  - SCX Tag Team Championship (1 time) – met Heath
- Total Nonstop Action/Impact Wrestling
  - NWA World Heavyweight Championship (1 keer)
  - Impact World Tag Team Championship (1 keer) – met Eric Young, Joe Doering en Deaner
  - TNA Turkey Bowl (2008)
  - Gauntlet for the Gold (2005)
  - Call Your Shot Gauntlet (2020)
- Universal Championship Wrestling
  - UCW Heavyweight Championship (1 keer)
- Universal Wrestling Alliance
  - UWA Tag Team Championship (1 keer) - met Trevor Blanchard
- Universyl Wrestling Enterprises
  - UWE Heavyweight Championship (1 keer)
- USA Xtreme Wrestling
  - UXW Heavyweight Championship (1 keer)
- World Series Wrestling
  - WSW Heavyweight Championship (1 keer)
- World Wrestling Federation/Entertainment
  - WWF Hardcore Championship (3 keer)
  - WCW United States Championship (1 keer)
  - WWE SmackDown Tag Team Championship (1 keer, inaugureel) – met Heath Slater
  - WWE SmackDown Tag Team Championship Tournament (2016) – met Heath Slater
- Xtreme Intense Championship Wrestling
  - XICW Midwest Heavyweight Championship (4 keer)
  - XICW Tag Team Championship (1 keer) – met Heath
  - XICW Proving Ground Tag Team Championship (1 keer) – met DBA